# Dorien de Vries
Dorien Berendina Lubertha de Vries (Enschede, 7 de dezembro de 1965) é uma velejadora holandesa.

## Carreira
Dorien de Vries representou seu país nos Jogos Olímpicos de 1992, e 1996, na qual conquistou a medalha de bronze em 1992, na classe lechner. 